# Wacław Rożek
Wacław Rożek pseud. Ronowski, Daniel (ur. 6 maja 1899 w Kotlicach, zm. 10 września 1937 w Moskwie) – działacz Komunistycznej Partii Polski, zastępca członka KC KPP, poseł na Sejm III kadencji II RP, członek klubu Komunistycznej Frakcji Poselskiej, burmistrz Czeladzi 1927–1928.

## Życiorys
Od 1920 pracował w Robotniczej Spółdzielni Spożywców (RSS) "Robotnik" w pionie oświatowo-wykonawczym i działał w KPRP/KPP. 1926–1928 kierownik RSS Zagłębia Dąbrowskiego. Członek Komitetu Okręgowego (KO) KPP Zagłębia Dąbrowskiego. 19 października 1927-31 marca 1928 z listy Jedności Robotniczo-Chłopskiej (legalnej przybudówki KPP) był burmistrzem Czeladzi. W marcu 1928 w wyborach do Sejmu został zastępcą posła, w styczniu 1930 przejął po Władysławie Baczyńskim mandat poselski, a w listopadzie 1930 został wybrany na posła w okręgu wyborczym nr 21 (Będzin) i wstąpił do klubu Komunistycznej Frakcji Poselskiej. Jako poseł wygłosił w sejmie 17 przemówień. Dwukrotnie na miesiąc wykluczany z obrad Sejmu za nieprzestrzeganie regulaminu. Organizował wiece i zgromadzenia poselskie w Łodzi, Warszawie i Zagłębiu. W sierpniu 1930 wziął udział w V Zjeździe KPP w Peterhofie, na którym został wybrany na zastępcę członka KC KPP, a w 1933 z ramienia KPP uczestniczył w powszechnym strajku włókniarzy. W marcu 1934 został pozbawiony immunitetu, a rok później Sejm stwierdził wygaśnięcie mandatu.
Rożek wyjechał do ZSRR, gdzie był dyrektorem sklepu odzieżowego w Moskwie. W czasie "wielkiej czystki" został 15 maja 1937 aresztowany przez NKWD. 7 września 1937 skazany przez "trójkę" NKWD na śmierć z zarzutu o  udział w kontrrewolucyjnej organizacji nacjonalistycznej. Stracony 10 września 1937. Skremowany w krematorium na Cmentarzu Dońskim, prochy pochowano anonimowo (obecnie mogiła zbiorowa nr 1 na Nowym Cmentarzu Dońskim).
Zrehabilitowany 24 grudnia 1955 postanowieniem Kolegium Wojskowego Sądu Najwyższego ZSRR.